# Carinina pacifica
Carinina pacifica är en djurart som tillhör fylumet slemmaskar, och som beskrevs av Friedrich 1970. Carinina pacifica ingår i släktet Carinina och familjen Tubulanidae. Inga underarter finns listade i Catalogue of Life.